# 랴오리성
랴오리성(중국어: 廖力生, 1993년 4월 29일 ~ )은 중국의 축구 선수로 포지션은 미드필더이며 중국 슈퍼리그의 청두 룽청에서 현재 Shenzhen Peng City로 임대되어 뛰고있다.